# Bateaux à vapeur en Suisse

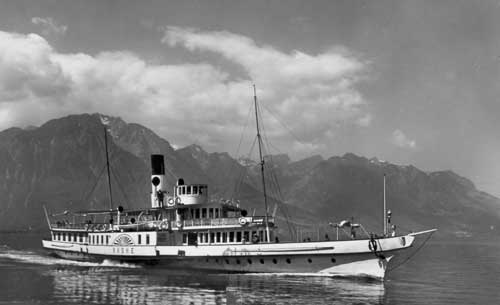
Le vapeur Rhône l'année de sa mise en service.

En 1823 apparaît sur le Léman le premier bateau à vapeur de Suisse, le Guillaume Tell, sur l'initiative d'Edward Church, alors consul des États-Unis en France.

## Liste des bateaux actuels
| Bateau                                                                  | Bateau | Mise en service | Constructeur                              | Puissance machine            | Longueur | Capacité actuelle | Notes |
| ----------------------------------------------------------------------- | ------ | --------------- | ----------------------------------------- | ---------------------------- | -------- | ----------------- | --- |
| Lac Léman Compagnie générale de navigation sur le lac Léman             |        |                 |                                           |                              |          |                   | |
| Montreux                                                                |        | 1904            | Sulzer Frères Winterthour                 | 900 ch                       | 78 m     | 560 passagers     | moteur Diesel dès 1962 revaporisé en 2001 |
| La Suisse                                                               |        | 1910            | Sulzer Frères Winterthour                 | 1.400 ch                     | 78 m     | 850 passagers     | |
| Savoie                                                                  |        | 1914            | Sulzer Frères Winterthour                 | 900 ch                       | 67,80 m  | 560 passagers     | |
| Simplon                                                                 |        | 1920            | Sulzer Frères Winterthour                 | 1.400 ch                     | 78 m     | 980 passagers     | |
| Rhône                                                                   |        | 1927            | Sulzer Frères Winterthour                 | 850 ch                       | 67,80 m  | 850 passagers     | |
| Lacs de Neuchâtel et de Morat Trivapor                                  |        |                 |                                           |                              |          |                   | |
| Neuchâtel                                                               |        | 1912            | Escher Wyss Zurich                        | 360 ch                       | 46 m     | 550 passagers     | Hors service dès 1969, transformé en restaurant flottant. Racheté en 2007 par Trivapor et équipé d'une machine Maffei de 1926 (DS Ludwig Fessler, Chiemsee), il est en service depuis mai 2014 sur les 3 lacs. |
| Lac de Thoune Schifffahrt Berner Oberland                               |        |                 |                                           |                              |          |                   | |
| Blümlisalp                                                              |        | 1906            | Escher Wyss Zurich                        | 650 ch                       | 63,45 m  | 750 passagers     | |
| Lac de Brienz Schifffahrt Berner Oberland                               |        |                 |                                           |                              |          |                   | |
| Lötschberg                                                              |        | 1914            | Escher Wyss Zurich                        | 450 ch                       | 56,50 m  | 800 passagers     | |
| Lac des Quatre-Cantons Schifffahrtsgesellschaft des Vierwaldstättersees |        |                 |                                           |                              |          |                   | |
| Uri                                                                     |        | 1901            | Sulzer Frères Winterthour                 | 650 ch                       | 61,80 m  | 800 passagers     | entre 1959 et 1991 : cheminée escamotable |
| Unterwalden                                                             |        | 1902            | Escher Wyss Zurich                        | 650 ch                       | 62 m     | 700 passagers     | cheminée et mâts escamotables depuis 1961 |
| Schiller                                                                |        | 1906            | Sulzer Frères Winterthour                 | 700 ch                       | 63 m     | 900 passagers     | |
| Gallia                                                                  |        | 1913            | Escher Wyss Zurich                        | 1.080 ch                     | 62,85 m  | 900 passagers     | |
| Stadt Luzern                                                            |        | 1928            | Sachsenberg Frères, Rosslau (Saxe-Anhalt) | 1.600 ch (bridée à 1.300 ch) | 63,50 m  | 1.200 passagers   | |
| Lac de Zurich Zürichsee-Schiffahrtsgesellschaft                         |        |                 |                                           |                              |          |                   | |
| Stadt Zürich                                                            |        | 1909            | Escher Wyss Zurich                        | 500 ch                       | 59,10 m  | 750 passagers     | |
| Stadt Rapperswil                                                        |        | 1914            | Escher Wyss Zurich                        | 500 ch                       | 59,10 m  | 750 passagers     | |
| Lac de Greifensee Schifffahrts-Genossenschaft Greifensee                |        |                 |                                           |                              |          |                   | |
| Greif                                                                   |        | 1895            | Escher Wyss Zurich                        | 12 ch                        | 13,30 m  | 24 passagers      | |
| Lac de Constance Hohentwiel Schifffahrtsgesellschaft                    |        |                 |                                           |                              |          |                   | |
| Hohentwiel                                                              |        | 1913            | Escher Wyss Zurich                        | 950 ch                       | 56,84 m  | 850 passagers     | pavillon autrichien |